# София Карсън
София Дакарет Чар, известна като София Карсън е американска актриса и певица. Родена е на 10 април 1993 г. Първата ѝ изява по телевизията е като гост звезда в сериала на Дисни, Остин и Али. През 2015 г. изиграва ролята на Иви във филма на Дисни, „Наследниците“, а по-късно повтаря ролята си в „Наследниците 2“ и „Наследниците 3“. През 2016 г. тя се появява като Лола Перес във филма на Дисни „Бавачки в акция“ и Теса в „История за Пепеляшка: Ако обувката пасва“. През 2019 г. София влиза в ролята на Ава Джалали в драматичния сериал „Малки сладки лъжкини: Перфекционистите“. През юни 2020 г. тя участва във филма на Нетфликс „Усетите ритъма“.
Карсън дебютира в пеенето през 2015 г. с кавъра на песента „Rotten to the Core“. През 2016 г. тя подписва с Холивуд Рекърдс и пуска дебютния си сингъл „Love Is the Name“.

## Ранен живот
Карсън е родена като София Дакарет Чар във Форт Лодърдейл, Флорида в семейството на Хосе Ф. Дакарет и Лора Чар Карсън, като и двамата са родом от Колумбия, но впоследствие се местят във Флорида. София избира творческия си псевдоним Карсън заради баба си Лорийн Карсън.

## Кариера

### Музика
Карсън казва, че е повлияна главно от поп музиката и се възхищава на артисти, които „разказват истории чрез музиката си“.
През 2012 г. Карсън подписва с BMI като „автор на песни“. Тя участва в саундтрака на филма „Наследниците“ който достига номер 1 в класацията на Billboard 200, включително нейната сингъл версия на „Rotten to the Core“. Тя също взима участие в саундтраците на „Наследниците 2“ и „Наследниците 3“, които достигат номер 6 и 7 в класацията на Billboard 200.
В интервю от август 2015 г. Карсън заявява, че работи върху първия си албум. През март 2016 г. Холивуд Рекърдс и Репъблик Рекърдс официално обявяват, че Карсън е подписала съвместна световна звукозаписна сделка с двете компании. Дебютният ѝ сингъл е „Love Is the Name“, интерполация на „Live Is Life “ на Opus и излиза на 8 април 2016 г. Карсън пуска промоционален сингъл на 26 август 2016 г., озаглавен „I'm Gonna Love You“. През 2015 г. София участва в парада на NBC по случай Деня на благодарността и коледното тържество на Дисни в Дисни Парк.
На 27 януари 2017 г. тя пуска сингъла си „Back to Beautiful“ с участието на Алън Уокър, а на 15 февруари 2017 г. пуска официалното музикално видео в YouTube.
На 26 март 2021 г. Карсън пуска сингъла „Fool's Gold“. Той достига номер 38 в класацията на мейнстрийм топ 40. На 2 май 2021 г. Карсън изпълнява песента „A Whole New World“ от филма на Дисни Аладин на American Idol с деветте финалисти на шоуто.

### Телевизия и филми
Актьорската кариера на Карсън започва през 2014 г. когато тя взима участие в един от епизодите на сериала на Дисни „Остин и Али“. По-късно през същата година играе главна роля във филма на Дисни „Наследниците“ в ролята на Иви, дъщерята на Злата кралица от Снежанка.
През 2015 г. София Карсън играе една от главните роли във филма на Дисни „Бавачки в акция“. През 2016 г. е обявено, че Карсън ще играе главната роля във филма „Историята на  Пепеляшка: Ако обувката пасва“.
През 2017 г. София повтаря ролята си на Иви в „Наследниците 2“ за което е номинирана за награда Imagen за най-добра поддържаща актриса. През 2018 г. Карсън играе ролята на Слоун Силвър във втория сезон на сериала „Известни и влюбени“. По-късно същата година е обявено, че Карсън ще играе ролята на Ава Джалали в сериала „Малки сладки лъжкини: Перфекционистите“. За тади своя роля София е номинирана за награта на Teen Choice. Тя отново влиза в ролята на Иви в „Наследниците 3“. През 2019 г. е обявено, че Карсън ще играе главната роля във филма на Нетфликс „Усетите ритъма“. Филма е излъчен през 2020 г.

### Други начинания
През август 2019 г. Карсън е определена за първия глобален посланик на Латинската културна фондация ГРАМИ.